# Minamiarupusu

Minamiarupusu (南アルプス市 Minamiarupusu-shi?) este un municipiu din Japonia, prefectura Yamanashi.